# Joan Boix Masramon
Joan Boix (1947-2012) fou un músic i cantant català, germà del també artista Xesco Boix. Fou membre del Grup de Folk, fundador del trio Falsterbo 3 i un dels primers a adaptar la cançó protesta estatunidenca al català durant l'aperturisme franquista. En actiu intermitentment durant sis anys i escaig, es va haver de retirar l'any 1976 a causa d'una esquizofrènia.

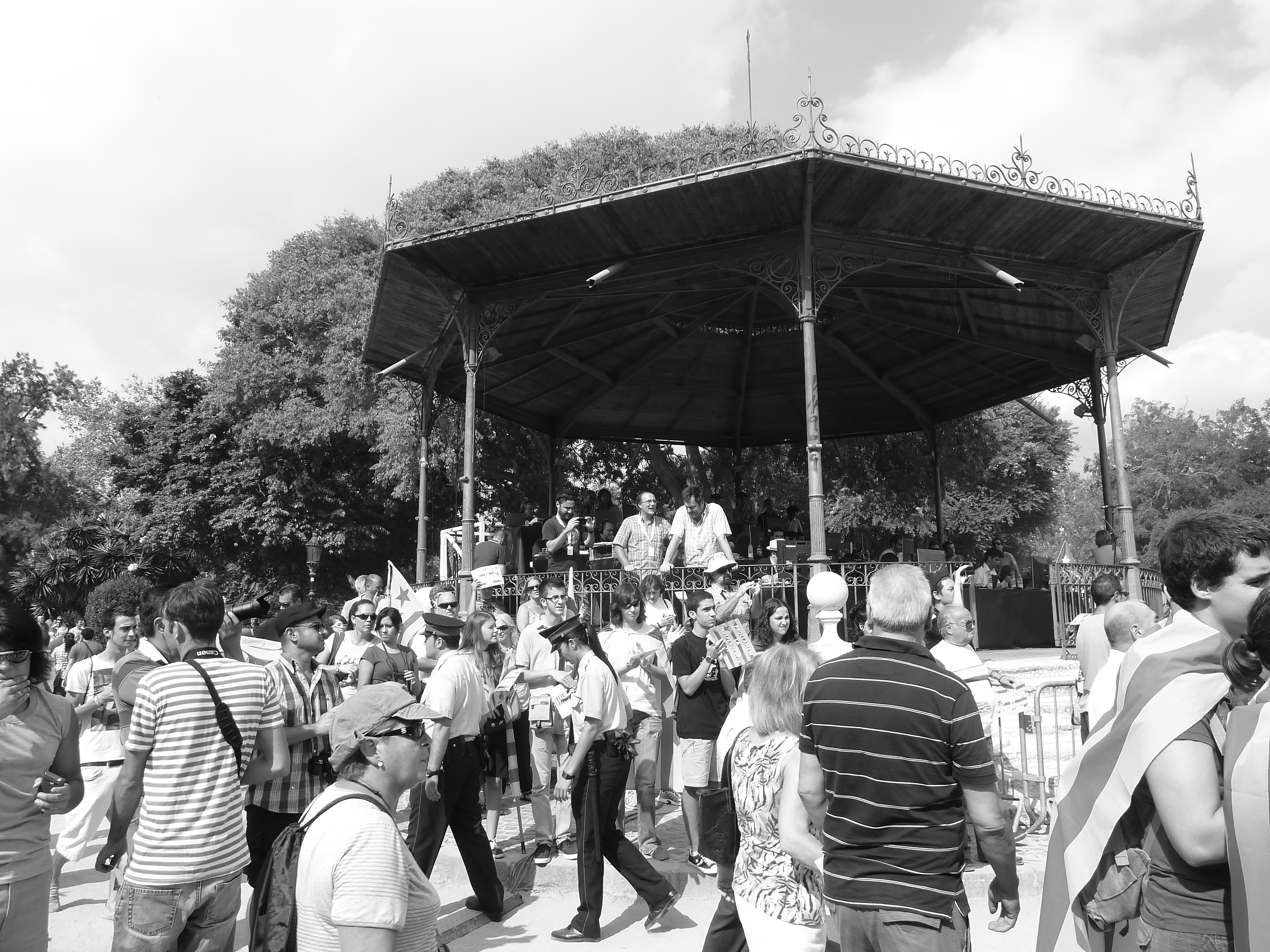
El Parc de la Ciutadella, en 2012

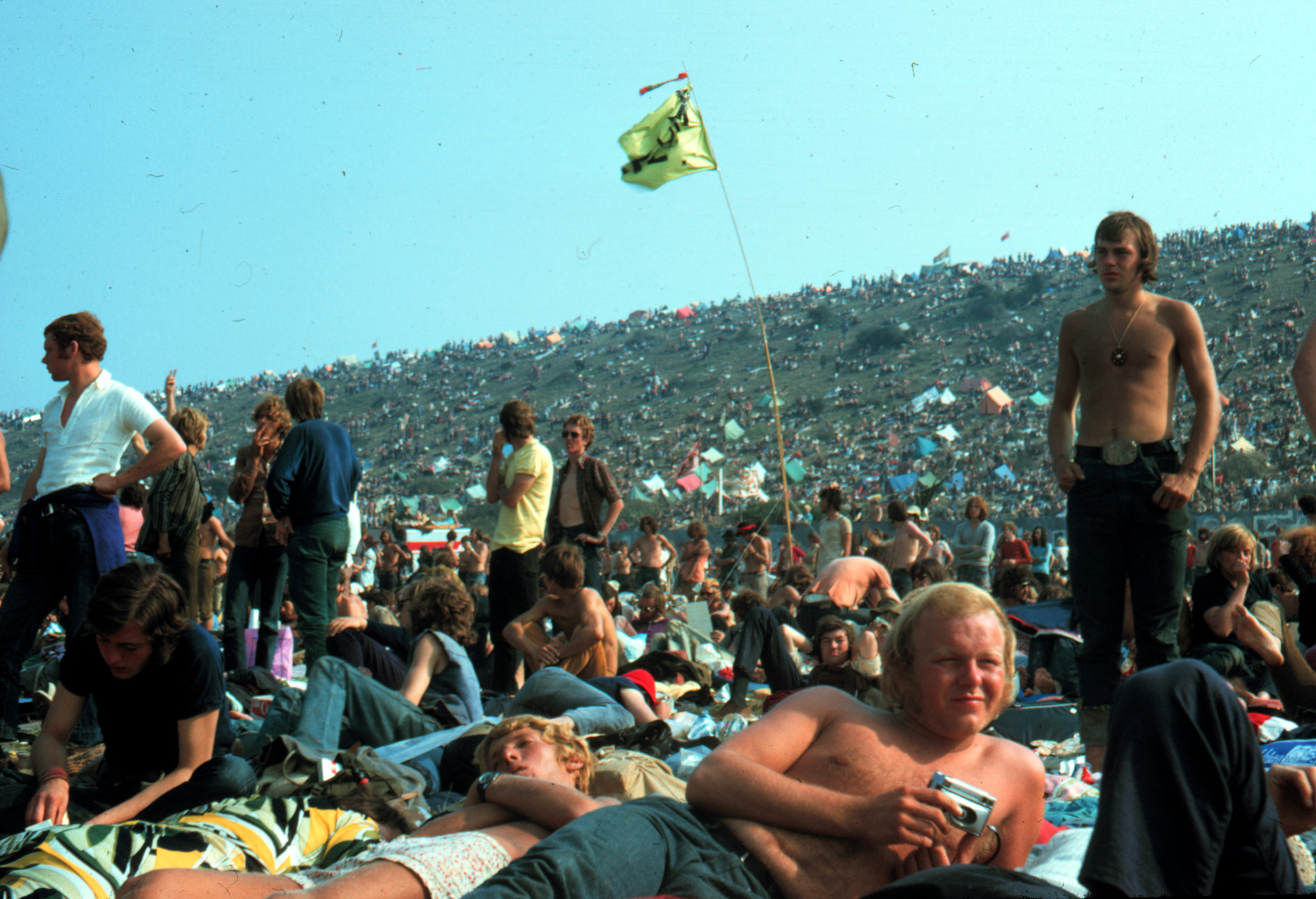
El festival de l'Illa de Wight de 1970

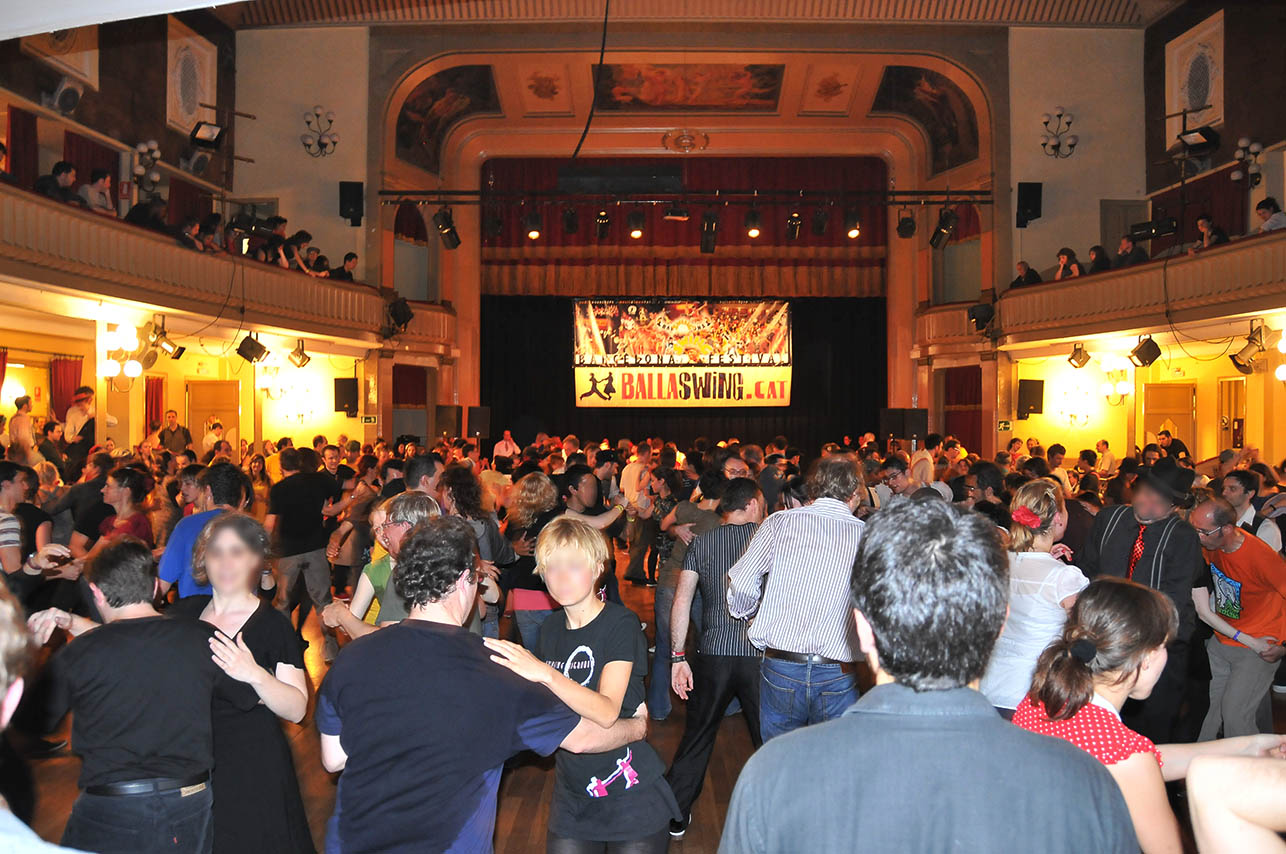
El Casino l'Aliança en 2010

| «                                                   | Era un home magnífic des del punt de vista cultural, un geni que parlava cinc idiomes i cantava magníficament bé. | » |
| — Eduard Estivill Sancho, cofundador de Falsterbo 3 | |   |

## Biografia
Net de Josep Maria Boix i Raspall i Josep Maria Masramon i Vilalta, fill del poeta Josep Maria Boix i Selva i de Xita (Conxita) Masramon de Ventós-Mir i nebot de Maur M. Boix i Selva —nascut Joan Maria– i de Joaquim Masramon de Ventós. Germà de Maria del Tura, Elisenda, Josep Maria (Zum) i Francesc (Xesco), aquest últim cointegrant del Grup de Folk. Joan va tenir dos fills amb Isabel, Francesc i Marc.
Va ser membre de l'escoltisme junt amb el seu germà Xesco. Després d'una estada als EUA amb el seu germà i Eduard Estivill gràcies a una beca d'estudis, d'on van tornar influïts per la música folk, l'estiu de 1967 començà a adaptar cançons nord-americanes al català i a cantar-les acompanyat per Ramon Casajoana —amb qui gravà el seu primer EP, que inclou la composició de Boix Saga de l'infant de Falsterbo–, amb Estivill com a Joan i Eduard, o en la colla del Grup de Folk, amb els quals va fer més de vint actuacions en mig any.

### Falsterbo 3
El gener de 1968, Boix i Estivill van començar a tocar amb el contrabaixista Amadeu Bernadet com a Falsterbo 3: el nom del trio, com el títol de la cançó adés esmentada, feia referència a una amiga de Boix, originària de Falsterbo (Suècia). El mateix any van participar en el recital multitudinari del Grup de Folk al Parc de la Ciutadella, la gravació del qual va esdevindre un disc conjunt, i al juny, el trio va gravar un EP amb cançons com Tota la tristor, però abans de 1969 Boix va deixar el grup i va ser substituït per Montse Domènech.
El 1970 es va reincorporar al trio, ara sense Bernadet, i a l'agost van publicar un senzill amb sengles adaptacions de dos autors estatunidencs (Tom Paxton i Peter Yarrow) a càrrec de Joan Soler i Amigó. Després de fer el servei militar a l'Àfrica, a conseqüència del qual Joan Boix va tenir el primer brot esquizofrènic, i d'assistir al festival de l'Illa de Wight amb una entrada de premsa, l'any 1971 Falsterbo 3 va editar el seu primer disc LP, Folk: onze cançons —tres d'elles ja publicades– i nous arranjaments d'Estivill pròxims al rock progressiu amb més instrumentació i Jaume Arnella com a productor.
Llavors Joan Boix començava a patir un trastorn bipolar, la qual cosa va dificultar les actuacions i la creativitat del grup: a començaments de 1973 es va publicar Sons, el segon LP del grup, amb deu cançons originals —la major part amb Boix com a veu solista– i arranjaments d'Enric Herrera, però malgrat la bona acollida, el grup va fer l'últim concert a Figueres el setembre d'aquell any. El 1974, Boix estudiava economia en la Universitat Autònoma de Barcelona i vivia a una residència universitària, prop de l'estació de Sant Gervasi.
Amb tot, l'abril de 1975 el Grup de Folk es va reunir a instàncies d'Àngel Fàbregues per a enregistrar un nou disc en viu al Casino l'Aliança del Poblenou, Folk 5; Boix, Domènech i Estivill van aprofitar l'avinentesa per a gravar un altre disc junts, Ja no tinc altra sortida, amb noves versions de Bob Dylan o John Denver arranjades per Estivill amb Ia Clua, i encara que van participar en la cinquena edició de les Sis Hores de Cançó a Canet de Mar davant de quaranta mil persones, la malaltia de Joan Boix li va impedir de tornar a actuar mai més en públic, ni tan sols en les posteriors reunions dels Falsterbo, primer com a duo l'any 1982 o en trio amb l'eivissenc Isidor Marí a partir de 1999, i de tot el Grup de Folk en 2001.

### Malaltia i mort
Tant Joan Boix com el seu germà Xesco van desenvolupar un trastorn bipolar durant o després del servei militar, que llavors a Espanya era obligatori i molt dur: el Xesco, que s'havia especialitzat en la cançó infantil, va morir l'any 1984 a Malgrat de Mar, on rebia atenció psiquiàtrica. Joan Boix vivia a una residència i va morir el 26 de novembre de 2012; el funeral va tenir lloc dies després al cementiri de Montjuïc. Una setmana més tard, el programa Tradicionàrius de Ràdio 4 li va retre homenatge amb una emissió monogràfica.

## Discografia
Excepte el primer EP amb Ramon Casajoana, tota la producció discogràfica de Joan Boix amb Falsterbo 3 i el Grup de Folk ha sigut editada en disc compacte i àudio digital per la discogràfica Picap, propietària dels catàlegs d'Als 4 Vents, Edigsa i part del de Concèntric.
| • Ramon Casajoana i Joan Boix ~ Escolta-ho en el vent' (1967) |
| --- |
| (EP, Als 4 Vents) 1. Escolta-ho en el vent (adaptació de Blowin' in the Wind de Bob Dylan a càrrec de Ramon Casajoana) 2. El dia que el vaixell vindrà (adaptació de When the Ship Comes in de Dylan a càrrec de Casajoana) 3. Puff, el drac màgic (adaptació de Puff, the Magic Dragon de Leonard Lipton i Peter Yarrow a càrrec de Joan Boix) 4. Saga de l'infant de Falsterbo (instrumental de Joan Boix) |

| • Falsterbo 3 ~ Tota la tristor' (1968) |
| --- |
| (EP, Als 4 Vents) 1. Tota la tristor (popular nord-americana) 2. El cutcut (popular nord-americana) 3. Pola mar abaixo vai (popular gallega) 4. És molt tard (adaptació de Tom Paxton per Eduard Estivill) |

| • Falsterbo 3 ~ Ai, adéu, cara bonica' (1968) |
| --- |
| (EP, Als 4 Vents) 1. Ai, adéu, cara bonica (popular catalana) 2. Deixa la por (adaptació de Peter Yarrow i Noel Paul Stookey, lletra de Joan Boix, música d'Estivill) 3. Maria Soliña (lletra de Celso Emilio Ferreiro, música d'Amadeu Bernadet, Boix i Estivill) 4. Dalt del vell Smoky (On Top of Old Smoky, popular nord-americana adaptada per Boix i Estivill) |

| • Grup de Folk ~ Folk 2' (1968)                                                                                        |
| --- |
| (LP, Als 4 Vents) - Disc col·lectiu enregistrat en directe, amb una cançó dels Falsterbo 3, Ole duli (popular suïssa). |

| • Falsterbo 3 ~ L'estranya joguina' (1970) |
| --- |
| (senzill, TIC productora/ Concèntric) 1. L'estranya joguina (adaptació de The Marvelous Toy de Tom Paxton per Joan Soler i Amigó) 2. Quan el sol es pon (adaptació de Day is Done de Peter Yarrow per Soler i Amigó) |

| • Falsterbo 3 ~ Folk' (1971) |
| --- |
| (LP, Concèntric) 1. Una mica d'aigua, Sílvia (popular catalana, adaptada per Eduard Estivill) 2. Poly Von (Polly Vaughn, popular irlandesa adaptada per Estivill) 3. Paf, el drac màgic (adaptació de Puff the Magic Dragon de Peter Yarrow per Ramon Casajoana) 4. Per valls daurades (popular estatunidenca, adaptada per Estivill) 5. Suliram (popular indonèsia, adaptada per Estivill) 6. De casa en casa (popular irlandesa, adaptada per Joan Soler i Amigó) 7. L'estranya joguina (adaptació de The Marvelous Toy de Tom Paxton per Soler i Amigó) 8. Alba (popular catalana, adaptada per Estivill) 9. El vell camí rocós (popular estatunidenca, adaptada per Estivill) 10. Mar blau (popular estatunidenca, adaptada per Estivill) 11. Quan el sol es pon (adaptació de Day is Done de Peter Yarrow per Soler i Amigó) |

| • Falsterbo 3 ~ Sons' (1973) |
| --- |
| (LP, TIC/Concèntric) 1. Bé, tu saps (Joan Boix) 2. Cançó al cor (Boix) 3. Com els ocells (Eduard Estivill) 4. Dos tons als ulls (Estivill) 5. Un gust de sal (Boix) 6. Captant amor (lletra de Joan Soler i Amigó, música de Montse Domènech) 7. Què esperes tu de l'amor? (lletra de Boix, música d'Estivill) 8. Hores perdudes en fals (Boix) 9. Records (lletra de Boix, música d'Oriol Carreras) 10. Sons (instrumental d'Estivill) |

| • Grup de Folk ~ Folk 5' (1975) |
| --- |
| (EP, Als 4 Vents) - Disc col·lectiu gravat en viu amb quatre cançons dels Falsterbo 3: El dia que el vaixell vindrà, Per tu (original de John Denver, adaptada per J. Picas) Ja no tinc altra sortida i És molt tard. |

| • Falsterbo 3 ~ Ja no tinc altra sortida' (1976) |
| --- |
| (LP, Edigsa) 1. El meu amor és silenci (adaptació de Love Minus Zero, No Limit de Bob Dylan per Joan Boix) 2. Raons que rimen (adaptació de Rhymes and reasons de John Denver per Boix) 3. No tens perquè plorar (adaptació de You Don't Have To Cry de Stephen Stills per Boix) 4. És molt tard (adaptació de The Last Thing on My Mind de Tom Paxton per Eduard Estivill) 5. Ensenya als fills (adaptació de Teach Your Children de Stephen Stills per Àngel Fàbregues) 6. Ja no tinc altra sortida (adaptació de Helplessly Hoping de Graham Nash per Joan Soler i Amigó) 7. Era tan fàcil (adaptació d'It Was So Easy de Carly Simon i Jacob Brackman per Boix i Estivill) 8. Retorn (adaptació d'If I Were Free de Travis Edmonson per Soler i Amigó) 9. Settle down (Mike Settle) 10. Camí Ral (adaptació de Country Roads de John Denver per Soler i Amigó) |

A més de les cançons publicades, Joan Boix va adaptar altres cançons que van ser cantades per altres artistes, com Kumbaià pel seu germà Xesco, Noia negra de Leadbelly (cantada per Miquel Cors) o Little Boxes de Malvina Reynolds, traduïda com La cançó de les capses.